# Akceptor elektronu
Akceptor elektronů nebo elektronový akceptor je částice schopná přijmout elektron z jiného atomu nebo molekuly. Tyto látky jsou oxidačními činidly.
Schopnost daného akceptoru přijímat elektrony lze vyjádřit redoxním potenciálem.
V nejjednodušším případě je akceptor redukován jedním elektronem. Přijetí elektronu může výrazně změnit strukturu látky; jestliže je dodaný elektron silně delokalizován, tak bývají změny struktury malé. U centrální vazby C-C v tetrakyanoethenu se přijetím elektronu její délka mění ze 135 na 143 pm. Při vzniku některých donor-akceptorových komplexů se přesouvá méně než jeden elektron.

## V biochemii

Paraquat, dikation vlevo, funguje jako akceptor elektronu, který narušuje dýchání rostlin.

V biochemii se jako koncový akceptor elektronu často označuje poslední molekula přijímající elektron v elektronovém transportním řetězci, například při buněčném dýchání jde o kyslík, nebo poslední kofaktor, který získává elektron v reakčním centru v průběhu fotosyntézy.
Příkladem biologického vlivu přenosu elektronů může být vysoká toxicita paraquatu. Aktivita tohoto herbicidu vychází ze schopnosti N,N′-dimethyl-4,4′-bipyridiniového iontu přijímat elektrony.

## V materiálových vědách
V některých druzích fotovoltaických článků vzniká proud přenosem elektronů z donorů na akceptory.